# Panonia Valeria

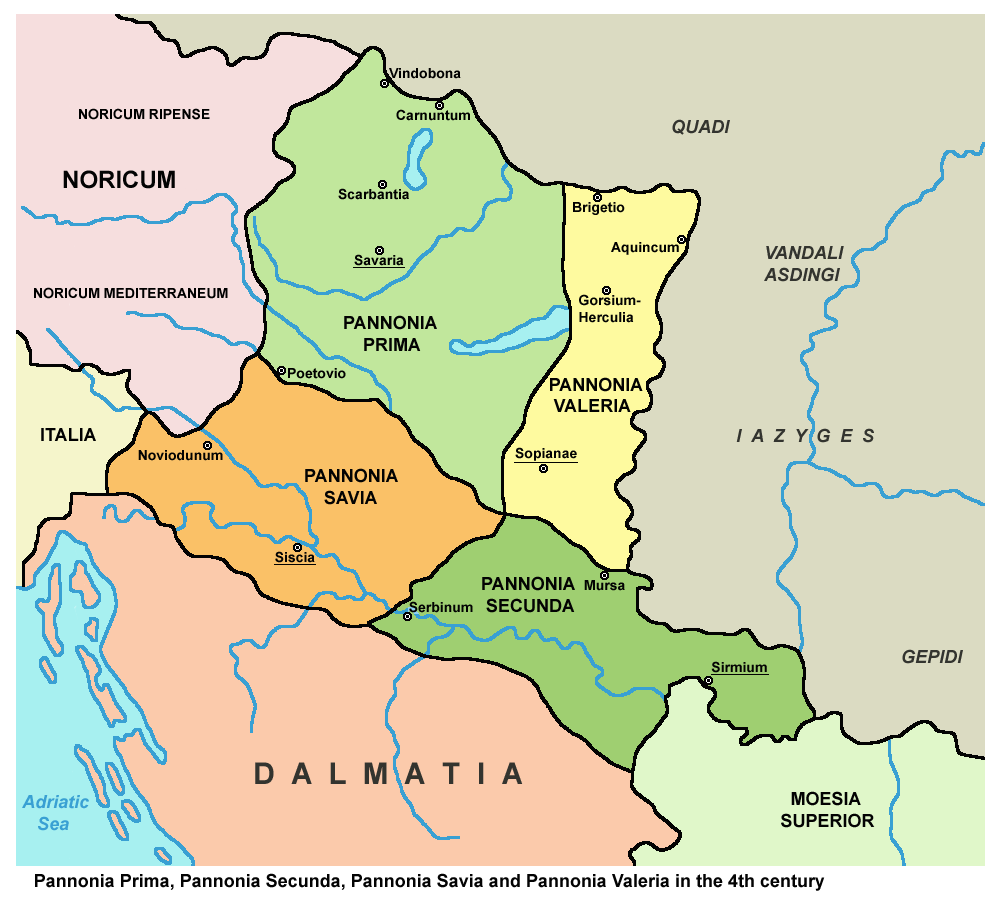
Provincia de Valeria en color amarillo

La Panonia Valeria o simplemente Provincia de Valeria era una provincia romana, fundada en 298 por el emperador Diocleciano, con la división de la Panonia Inferior en dos provincias, la Valeria y Pannonia Secunda. Tomó el nombre de Galeria Valeria, hija de Diocleciano y esposa de Galerio.
Valeria tenía su capital en Sopianae, la moderna Pécs (Hungría), y se extendió a lo largo del Danubio desde Altinum (moderna Mohács, Hungría) hasta Brigetio (la moderna Komárom). Fue colocado bajo un praeses, con sede en Sopianae, y un dux, con sede en Aquincum, donde también se encontraba la Legio II Adiutrix.
En el siglo V, las provincias panónicas fueron cedidas por el emperador Teodosio II a los hunos.